# Bob Burrows
Robert John Burrows, detto Bob (Victoria, 10 marzo 1947), è un ex cestista ed ex giocatore di baseball canadese.

## Carriera

### Pallacanestro
Dopo due anni alla Seattle Pacific University, venne selezionato dai Seattle SuperSonics al tredicesimo giro del Draft NBA 1969 (171ª scelta assoluta), ma si ritirò dalla pallacanestro, scegliendo di diventare professionista nel baseball.
Con il Canada disputò i Giochi panamericani di Winnipeg 1967.